# Rifamicina

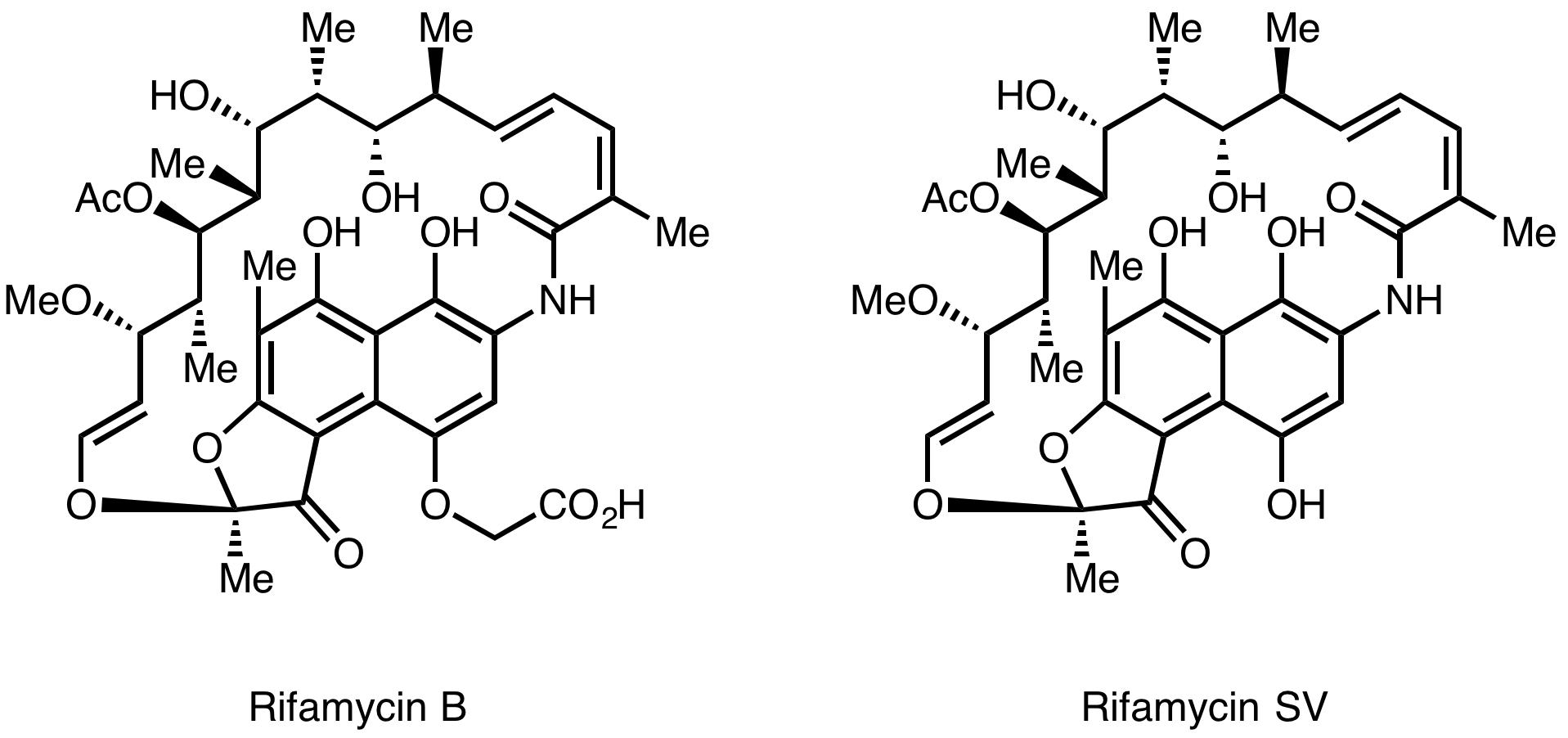
Rifamicina - Estructura Química

La rifamicina es un antibiótico del grupo de las ansamicinas usado en medicina humana para el tratamiento de infecciones causadas por bacterias Gram positivas, especialmente infecciones hepato-biliares, quemaduras, piodermitis, heridas infectadas, impétigo y úlceras varicosas. La rifamicina viene en presentaciones inyectables, spray y solución tópica.

## Contraindicaciones
No se administre este medicamento a personas con hipersensibilidad a las rifamicinas o en pacientes con ictericia. El uso tópico prolongado puede ocasionar sensibilización. En infecciones causadas por estreptococo beta hemolítico, debe comprobarse la desaparición completa de los gérmenes para evitar complicaciones distantes al sitio de infección. La administración sistémica puede teñir la piel, la orina y otras secreciones. En el embarazo, el médico debe balancear los beneficios de la droga con los riesgos potenciales para la madre y el feto. Cuando se administra tópicamente, puede producirse irritación local o reacciones alérgicas de la piel.